# The Winner Takes It All
The Winner Takes It All este un cântec compus, înregistrat și lansat de grupul suedez ABBA, care a fost primul disc single lansat de pe albumul Super Trouper. Melodia este o baladă, dar, uneori, în ciuda conotației clare de melodie de dragoste, este folosită ca fundal sonor la unele evenimente sportive. 
În 1993, duetul latino Pimpinela înregistrează o variantă în limba spaniolă a aceste melodii numită Solo Hay Un Ganador pentru albumul Hay Amores Que Matan. În 1999 telespectatorii Channel Five, au votat The Winner Takes It All ca fiind melodia favorită a grupului ABBA în Marea Britanie. În 2006, același Channel Five declară The Winner Takes It All cea mai bună melodie de despărțire a tuturor timpurilor. 
Ulvaeus și Andersson au început lucrul la cântec pe 2 iunie 1980, atunci intitulat "The Story of My Life", fiind impulsionați de faptul că ambii simțeau că va ieși ceva minunat. Compoziția este destul de simplă, două linii melodice repetându-se pe tot parcursul înregistrării, dar această simplitate deceptivă este considerată ca fiind unul din punctele forte. Varianta inițială, cu Andersson la clape și membrii muzicienilor de sesiune (Lasse Wellander - chitară, Mike Watson - chitară bas și Ola Brunkert - tobe), a rezultat într-un cântec dansant, cum avea să fie descris de Andersson - „un ritm insistent, punctat de aplauze ritmice, o chitară bas «rigidă și metrică» cu toate că nu era o piesă slabă, putând fi baza unui excelent cântec pop.”

## Cântecul
"The Winner Takes It All" a fost compus de Benny Andersson și Björn Ulvaeus, fiind interpretat de Agnetha Fältskog, acompaniată la pian de Andersson. Textul și titlul cântecului ar fi fost aparent inspirate de divorțul dintre Ulvaeus și Fältskog din 1979, deși Ulvaeus însuși a refuzat această interpretare, pretinzând că "nu au existat câștigători" în cazul divorțului lor. S-a spus, fără a fi fost vreodată o confirmare oficială, că Ulvaeus ar fi scris textul și l-ar fi armonizat cu melodia în doar două ore, făcând din "The Winner Takes It All" cel mai rapid cântec vreodată compus al formației ABBA. 
"The Winner Takes It All" a fost, din mai multe puncte de vedere, un cântec foarte diferit de cele pe care formația ABBA le compusese și promovase. Deși multe din cântece anterioare ale trupei erau axate pe nararea a diferite momente de criză din viața unor cupluri, așa cum au fost "Mamma Mia" și "Knowing Me, Knowing You"), ele aveau tendința de a avea o componentă pozitivă și fericită. Spre deosebire de acele cântece, "The Winner Takes It All", este un cântec mult mai melancolic și plin de regrete, fiind foarte diferit de ceea ce ABBA compusese și interpretase înainte. Versurile reflectă durerea și necazul provocate de o despărțire așa cum este divorțul. Ca și arhitectură muzicală, cântecul constă din mai multe secțiuni melodice care, fiind subordonate textului, alternează porțiuni interpretate doar de Agnetha acompaniată la pian de Andersson cu porțiuni corale de amploare. 

## Succes în topuri muzicale
Melodia "The Winner Takes It All" a fost lansată în iulie 1980. A ajuns pe locul 1 în Marea Britanie, Irlanda, Belgia, Olanda și Africa de Sud, respectiv a ajuns în Top 5 în Suedia, Norvegia, Finlanda, Elveția, Austria, Germania de Vest, Zimbabwe și Mexic. A fost un hit prezent în Top 10 în Australia și Italia (ocupând locul 7 în amândouă), respectiv în Franța și Statele Unite ale Americii (locul 8). Cântecul a petrecut 26 de săptămâni în topul Billboard Hot 100, mai mult decât oricare alt single ABBA. De asemenea, acesta a fost al doilea single al formației care a ajuns pe locul 1 în Billboard AC (după "Fernando"). Cântecul "The Winner Takes It All" a mai ajuns în Top 10 din Canada și din Spania (unde a ocupat locul 10), fiind unul dintre produsele muzicale cele mai distribuite și ascultate, ocupând locuri fruntașe atât din punct de vedere al vânzărilor cât și al recunoașterii critce.
Melodia "The Winner Takes It All" apare în musicalul Mamma Mia!.